# Niaqornaarsuk (Nanortalik)
Niaqornaarsuk [niɑˌqɔˈnːɑːsːuk] (nach alter Rechtschreibung Niaĸornârssuk) ist eine wüst gefallene grönländische Schäfersiedlung im Distrikt Nanortalik in der Kommune Kujalleq.

## Lage
Niaqornaarsuk liegt südlich eines gleichnamigen Kaps am Fluss Aanerup Kuua und am Ostufer des Uunartup Kangerlua. Auf der gegenüberliegenden Fjordseite befindet sich die verlassene Schäfersiedlung Narsarsuaq. 11 km nordwestlich liegt mit Ammassivik der nächste größere Ort.

## Geschichte
1951 lebten fünf Personen in Niaqornaarsuk, ebenso wie 1960. 1965 hatte der Ort vier Einwohner, darunter ein Schäfer, der 1966 rund 750 Schafe besaß. 1968 lebten sechs Personen in Niaqornaarsuk.

## Bevölkerungsentwicklung
Niaqornaarsuk wird für 1977 mit zwei Einwohnern angegeben und für 1978 mit einem. Seither ist die Schäfersiedlung verlassen.